# Regaty Sydney-Hobart

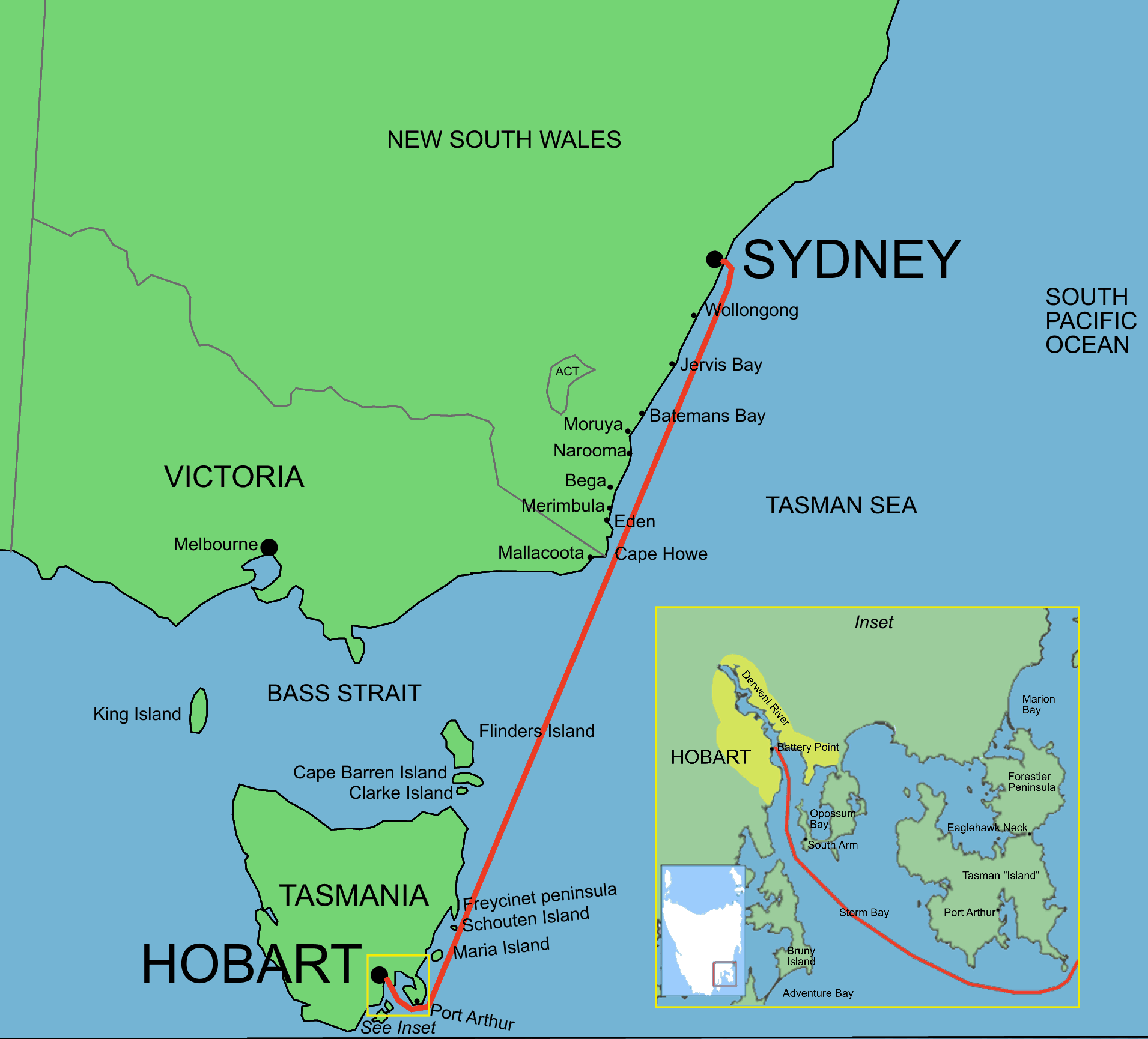
Trasa regat

Regaty Sydney–Hobart (ang. Sydney to Hobart Yacht Race) to jedne z najtrudniejszych i najbardziej znanych regat żeglarskich. Gospodarzem jest Cruising Yacht Club of Australia, który współpracuje z Royal Yacht Club of Tasmania. Start odbywa się w Sydney drugiego dnia świąt (Boxing Day), natomiast meta jest w Hobart na Tasmanii. Żeglarze mają do pokonania 630 mil morskich, czyli 1167 kilometrów. Wyścig początkowo miał być jedynie rejsem zorganizowanym przez Petera Luke'a dla kilku przyjaciół, którzy założyli klub zrzeszający ludzi pasjonujących się żeglowaniem a niekoniecznie regatami. Sytuację zmieniła wizyta oficera brytyjskiej Royal Navy – kapitana Johna Illingwortha, który zasugerował, że można by na tej trasie urządzić regaty. Wyścig inauguracyjny odbył się w 1945 roku; od tamtej pory regaty rozrastały się by stać się jednym z trzech najważniejszych wyścigów oceanicznych, na który ściągają jednostki ze wszystkich zakątków globu w tym maxi jachty, czyli jachty o długości do 100ft (stóp), czyli w okolicach 30 metrów. Jachty Wild Oats XI oraz Comanche mają po 100 stóp.
Ostatni z uczestników pierwszych Regat Sydney–Hobart Peter Luke zmarł 23 września 2007 roku w wieku 92 lat.

## Historia
Cieśnina Bassa i wody południowego Pacyfiku znane są ze sztormowych wiatrów i wielkich fal, co czyni ten akwen bardzo trudnym nawigacyjnie. Pomimo że regaty rozgrywane są w środku australijskiego lata, sztormy często czynią regaty Sydney–Hobart zimnymi, "wyboistymi" i bardzo wymagającymi dla załóg. Często zdarza się także, że znaczna liczba jachtów wycofuje się z regat; dzieje się to zwłaszcza w miejscowości Eden – na południowym wybrzeżu w Nowej Południowej Walii. Jest to ostatni osłonięty port przed wejściem w cieśninę Bassa.
W pierwszych regatach, w 1945 roku wystartowało 9 jachtów a wygrał je zbudowany w Speers Point Rani, który linię mety przekroczył po 6 dniach, 14 godzinach i 22 minutach. Rekordy trasy zmieniały się wielokrotnie, jednak najdłużej należał on do jachtu Kialoa z USA, który ustanowił go w 1975 roku – 2 dni, 14 godzin, 36 minut i 56 sekund. Rekord ten utrzymał się 21 lat, w 1996 roku niemiecki jacht Morning Glory w końcówce regat musiał halsować pod prąd i wiatr w górę rzeki Derwent i pobił rekord o 29 minut. W 1999 roku Denmark's Nokia przekroczyła linię mety po 1 dniu, 19 godzinach, 48 minutach i 2 sekundach, ustanawiając tym nowy rekord. Utrzymał się on do 2005 roku, kiedy to Wild Oats XI ustanowił rekord trasy wygrywając jednocześnie regaty w klasyfikacji ogólnej a także przy uwzględnieniu przelicznika. Przejście przez linię mety nastąpiło po 42 godzinach, 40 minutach i 10 sekundach. W roku 2012 jacht Roberta Oatleya, dowodzony przez Marka Richardsa poprawił swój rekord z 2005 roku o 16 minut i 58 sekund.
Godnych uwagi jest kilka jachtów, które triumfowały niejednokrotnie. Morna z Sydney wygrywała w latach 1946–48; następnie kupiona przez Franka i Johna Livingstonów i przemianowana na Kurrewa IV wygrywała w 1954, 1956, 1957 i 1960 roku. Inne jachty, które mogą pochwalić się co najmniej trzykrotnym triumfem w regatach Sydney–Hobart to Astor (1961, 1962, 1964) i Bumblebee w 1979 roku a potem przemianowany na Ragamuffin zwyciężał w 1988 i 1990 roku. Kiedy w 2006 roku Wild Oats XI drugi raz z rzędu pierwszy minął linię mety był pierwszym jachtem od ponad 40 lat, któremu się to udało. Wild Oats XI jest także drugim jachtem w historii (po zwycięzcy pierwszego wyścigu Rani), któremu udało się zwyciężyć w klasyfikacji generalnej oraz uwzględniającej przelicznik ze względu na wielkość jachtu (line honour i handicap honour) a także pobić rekord trasy w tym samych roku (2005). W 2012 roku przeszedł do historii jako pierwszy jacht, któremu udało się to dwukrotnie. Jest także drugim jachtem w historii po Mornie, który triumfował trzy lata z rzędu, zaś w 2008 roku przeszedł do historii jako jacht, który pierwszy wygrał 4 wyścigi rok po roku; w sumie zaś triumfował 6 razy.
Najtragiczniejszą kartą w historii regat był rok 1998, kiedy to układ bardzo niskiego ciśnienia, który utworzył się nad południowo–wschodnią Australią nałożył się na przeciwne prądy morskie. Zimne powietrze znad Antarktydy spotkało się z gorącym frontem wdzierającym się Cieśniną Bassa na Morze Tasmana. Zaowocowało to bardzo silnym sztorm z wiatrem wiejącym w porywach do 70 węzłów (130 km/h), kilkunastometrowymi prawie pionowymi falami. Spośród 115 jednostek startujących w regatach wycofało się 66 jednostek, 5 jachtów zatonęło, jednostki wojskowe podjęły 50 rozbitków, 6 osób zginęło.
W 1999 roku padł kolejny rekord trasy Nokia – jacht typu Volvo Ocean 60 z balastem wodnym – pokonał trasę w 43 godziny, 48 minut i 2 sekundy. Niespełna godzinę później na mecie pojawiła się Brindabella a pół godziny później Wild Thing.
W 2004 roku tylko 59 jachtów, spośród 116 startujących, ukończyło regaty. Maxi jacht Skandia podczas sztormu straciła kil po czym przewróciła się do góry dnem. W 2005 roku Wild Oats XI został pierwszym, od czasów Rani jachtem, który zrobił hat–trick (org. treble) – pierwszy minął linię mety (Line Honour), zwyciężył po uwzględnieniu przelicznika IRC (Corrected Handicap Honour) oraz pobił rekord trasy (1 dzień, 18 godzin, 40 minut i 10 sekund) ponad godzinę szybciej niż dotychczasowy rekord Nokii. W tym też roku w regatach Sydney–Hobart pojawił się polski akcent – w załodze S/Y Dreamland wystartowała Natasza Caban. Dreamland zajął 5 miejsce.
W 2006 roku wystartowało 78 jachtów w tym jachty Wielkiej Brytanii, Kanady, Holandii, Włoch i Nowej Zelandii oraz każdego australijskiego stanu. Wygrał ponownie Wild Oats XI. Rok później powtórzył dokonanie Morny/Kurrewy IV zwyciężając rok po roku przez 3 lata a w 2008 roku wygrał po raz 4 stając się pierwszym jachtem w historii, któremu się to udało. W 2009 roku hegemonię Wild Oatsa zakończył nowozelandzki Alfa Romeo II, Wild Oats XI był drugi. W 2012 roku Wild Oats XI powrócił na szczyt, poprawiając jednocześnie rekord trasy (1 dzień, 18 godzin, 23 minuty i 12 sekund).
Od 2002 roku sponsorem tytularnym został Rolex i od tej pory regaty noszą nazwę Rolex Sydney to Hobart Yacht Race. 

## Udział kobiet
Pierwsze kobiety wzięły udział w regatach w 1946 roku a pierwszą która ukończyła regaty była Jane Tate na Active; Dagmar O'Brien na jachcie Conella musiała wycofać się z regat. Zostało to upamiętnione ustanowieniem Jane Tate Memorial Trophy dla pierwszej kobiety skipera, która minie linię mety. Pierwszym jachtem z całą żeńską załogą był Barbarian w 1975 roku. W 2005 roku wystartowały już 24 panie w tym Adrienne Cahalan (na zwycięskim Wild Oats XI), wielokrotnie nominowana do nagrody World Yachtswoman of the Year, laureatka Australian Yachtswoman of the Year 2004–05.

## Zasady
Największą uwagę przykuwa jacht, który pierwszy przekroczy linię mety (line honour) – najczęściej największy i najnowocześniejszy maxi jacht w stawce. Jednak równie istotna jest wygrana po uwzględnieniu przelicznika klasowego jachtów (handicap competition) – Tattersall's Cup. Ów puchar uznawany jest za najważniejszą australijską nagrodę w regatach morskich.
Przez lata reguły przeliczania wyników ulegały zmianom. Przeliczanie polega na korekcie czasu uzyskanego przez każdy jacht w zależności od maksymalnej teoretycznej prędkości jaką dana jednostka może rozwinąć (co zależy od jej długości, ożaglowania, masy i innych cech). Ważnym bowiem elementem jest właściwy stosunek mocy (powierzchnia ożaglowania) do masy jachtu i jego długości. Teoretycznie daje to możliwość porównywania wszystkich jachtów, niezależnie od ich wielkości, jak w obrębie tej samej klasy. Jednak jak zawsze tylko najnowsze i najbardziej zaawansowane technologicznie jednostki mogą pływać na tyle szybko, by osiągać prędkości zbliżone do teoretycznych. W dodatku na tym akwenie pogoda jest bardzo zmienna, w związku z tym zwycięski maxi jacht, który pierwszy minął linię mety wcale nie musi wygrać w klasyfikacji przeliczonej (dzieje się tak bardzo rzadko), ponieważ kończy on regaty dużo wcześniej od reszty stawki a w międzyczasie warunki wiatrowe mogą ulec zmianie – faworyzując tym samym inne jednostki.
Regaty rozgrywane są według Zasad Regatowych określonych przez Międzynarodową Federację Żeglarską (ISAF).

## Jachty
Regatowa flota składa się głównie ze slupów – jachtów z jednym masztem, na którym niesie dwa żagle: przedni – fok lub genua i tylny (główny) – grot a także żagle dodatkowe stawiane przy określonych kursach takie jak spinaker, genaker. 
Regaty zachęcały do wielu innowacji w dziedzinie budowy jachtów. Między 1945 a 2005 rokiem najbardziej utytułowanym projektantem jachtów był nowozelandzki projektant Bruce Farr, który narysował 15 zwycięskich jachtów.

## Zwycięzcy
| Rok  | Zwycięzca                                  | Czas rzeczywisty d/hh:mm:ss | Zwycięzca handicapu                                   | Czas skorygowany d/hh:mm:ss | Start | Meta |
| ---- | ------------------------------------------ | --------------------------- | ----------------------------------------------------- | --------------------------- | ----- | ---- |
| 2018 | Wild Oats XI                               | 1/19:07:21                  | Alive                                                 | 3/06:41:16                  | 85    | 79   |
| 2017 | LDV Comanche                               | 1/09:15:24                  | Ichi Ban                                              | 2/12:13:31                  | 81    | 77   |
| 2016 | Perpetual LOYAL                            | 1/13:31:20                  | Giacomo                                               | 2/16:13:37                  | 71    | 67   |
| 2015 | Comanche                                   | 2/08:58:30                  | Balance                                               | 4/07:27:13                  | 84    | 59   |
| 2014 | Wild Oats XI                               | 2/02:30:00                  | Wild Rose                                             | 3/10:47:43                  | 118   | 103  |
| 2013 | Wild Oats XI                               | 2/06:07:27                  | Victoire                                              | 3/18:27:43                  | 94    | 84   |
| 2012 | Wild Oats XI                               | 1/18:23:12                  | Wild Oats XI                                          | 3/10:26:31                  | 76    | 71   |
| 2011 | Investec Loyal                             | 2/06:14:00                  | Loki                                                  | 3/22:34:20                  | 88    | 76   |
| 2010 | Wild Oats XI                               | 2/07:37:20                  | Secret Men's Business 3.5                             | 4/01:29:40                  | 87    | 69   |
| 2009 | Alfa Romeo II                              | 2/09:02:10                  | Two True                                              | 4/07:57:43                  | 100   | 94   |
| 2008 | Wild Oats XI                               | 1/20:34:14                  | Quest                                                 | 2/17:43:32                  | 100   | 92   |
| 2007 | Wild Oats XI                               | 1/21:24:32                  | Rosebud                                               | 3/09:32:14                  | 82    | 79   |
| 2006 | Wild Oats XI                               | 2/08:52:33                  | Love & War                                            | 3/22:02:37                  | 78    | 69   |
| 2005 | Wild Oats XI                               | 1/18:40:10                  | Wild Oats XI                                          | 3/03:54:32                  | 85    | 80   |
| 2004 | Nicorette                                  | 2/16:00:44                  | Aera                                                  | 4/02:52:09                  | 116   | 59   |
| 2003 | Skandia                                    | 2/15:14:06                  | First National Real Estate                            | 3/14:14:17                  | 56    | 52   |
| 2002 | Alfa Romeo                                 | 2/04:58:52                  | Quest                                                 | 2/19:13:38                  | 57    | 55   |
| 2001 | Assa Abloy                                 | 2/20:46:43                  | Bumblebee V                                           | 2/19:13:38                  | 75    | 57   |
| 2000 | Nicorette                                  | 2/14:02:09                  | SAP Ausmaid (wcześniej Ausmaid)                       | 2/19:13:38                  | 82    | 58   |
| 1999 | Nokia                                      | 1/19:48:02                  | Yendys                                                | 1/20:32:53                  | 79    | 49   |
| 1998 | Sayonara                                   | 2/19:03:32                  | AFR Midnight Rambler                                  | 2/12:36:23                  | 115   | 44   |
| 1997 | Brindabella                                | 2/23:37:12                  | Beau Geste                                            | 2/17:21:27                  | 114   | 99   |
| 1996 | Morning Glory                              | 2/14:07:10                  | Ausmaid                                               | 2/12:35:59                  | 95    | 77   |
| 1995 | Sayonara                                   | 3/00:53:35                  | Terra Firma                                           | 3/10:22:36                  | 98    | 92   |
| 1994 | Tasmania (wcześniej New Zealand Endeavour) | 2/16:48:04                  | Raptor                                                | 2/11:41:00                  | 371   | 309  |
| 1993 | Ninety Seven                               | 4/00:54:11                  | Micropay Cuckoos Nest (IMS) Solbourne Wild Oats (IOR) | 3/18:45:10 3:20:36:30       | 104   | 38   |
| 1992 | New Zealand Endeavour                      | 2/19:19:18                  | Assassin (IMS) Ragamuffin (IOR)                       | 3/10:50:11 2:21:21:04       | 110   | 102  |
| 1991 | Brindabella                                | 3/11:14:09                  | She's Apples (IMS) Atara (IOR)                        | 3/15:19:20 2:20:05:11       | 99    | 91   |
| 1990 | Ragamuffin (wcześniej Bumblebee IV)        | 2/21:05:33                  | Sagacious V (IOR) Doctor Who (IMS)                    | 2/19:44:32 2:10:06:28       | 105   | 86   |
| 1989 | Drumbeat                                   | 3/06:21:34                  | Ultimate Challenge                                    | 3/02:18:45                  | 126   | 101  |
| 1988 | Ragamuffin (wcześniej Bumblebee IV)        | 3/15:29:27                  | Illusion                                              | 3/18:20:35                  | 119   | 81   |
| 1987 | Sovereign                                  | 2/21:58:08                  | Sovereign                                             | 3/01:58:41                  | 154   | 146  |
| 1986 | CONDOR                                     | 2/23:26:25                  | Ex Tension                                            | 3/01:14:30                  | 123   | 106  |
| 1985 | Apollo                                     | 3/04:32:28                  | Sagacious                                             | 3/04:34:37                  | 179   | 146  |
| 1984 | New Zealand                                | 3/11:31:21                  | Indian Pacific                                        | 3/07:45:03                  | 151   | 46   |
| 1983 | CONDOR                                     | 3/00:50:29                  | Challenge II                                          | 2/23:07:42                  | 173   | 158  |
| 1982 | Condor of Bermuda                          | 3/00:59:17                  | Scallywag                                             | 2/19:19:16                  | 118   | 108  |
| 1981 | Vengeance                                  | 3/22:30:00                  | Zeus II                                               | 3/19:25:59                  | 159   | 144  |
| 1980 | New Zealand                                | 2/18:45:41                  | New Zealand                                           | 2/21:13:29                  | 102   | 93   |
| 1979 | Bumblebee IV                               | 3/01:45:52                  | Screw Loose                                           | 3/03:31:06                  | 147   | 142  |
| 1978 | Apollo                                     | 4/02:23:24                  | Love & War                                            | 3/12:13:00                  | 97    | 87   |
| 1977 | Kialoa II (wcześniej Kialoa III)           | 3/10:14:09                  | Kialoa II (wcześniej Kialoa III)                      | 3/13:58:10                  | 131   | 72   |
| 1976 | Ballyhoo                                   | 3/07:59:26                  | Piccolo                                               | 3/07:45:07                  | 85    | 70   |
| 1975 | Kialoa III                                 | 2/14:36:56                  | Rampage                                               | 2/13:16:56                  | 102   | 99   |
| 1974 | Ondine III                                 | 3/13:51:56                  | Love & War                                            | 3/13:25:02                  | 63    | 58   |
| 1973 | Helsal                                     | 3/01:32:09                  | Ceil III                                              | 2/17:28:28                  | 92    | 92   |
| 1972 | American Eagle                             | 3/04:42:39                  | American Eagle                                        | 3/02:15:59                  | 79    | 75   |
| 1971 | Kialoa II                                  | 3/12:46:21                  | PathFinder                                            | 3/03:14:34                  | 79    | 76   |
| 1970 | Buccaneer                                  | 3/14:06:12                  | Pacha                                                 | 3/10:07:39                  | 61    | 47   |
| 1969 | Crusade                                    | 3/15:07:40                  | Morning Cloud                                         | 3/04:25:57                  | 79    | 75   |
| 1968 | Ondine II                                  | 4/03:20:02                  | Koomooloo                                             | 3/13:38:52                  | 67    | 54   |
| 1967 | Pen Duick III                              | 4/04:10:31                  | Rainbow II                                            | 3/16:39:15                  | 66    | 59   |
| 1966 | Fidelis                                    | 4/08:39:43                  | Cadence                                               | 4/02:46:24                  | 46    | 44   |
| 1965 | Stormvogel                                 | 3/20:30:09                  | Freya                                                 | 3/10:03:26                  | 53    | 49   |
| 1964 | Astor                                      | 3/20:05:05                  | Freya                                                 | 3/05:58:14                  | 38    | 31   |
| 1963 | Astor                                      | 4/10:53:00                  | Freya                                                 | 3/06:03:17                  | 44    | 34   |
| 1962 | Ondine                                     | 3/03:49:16                  | Solo                                                  | 2/12:45:14                  | 42    | 40   |
| 1961 | Astor                                      | 4/04:42:11                  | Rival                                                 | 3/03:57:31                  | 35    | 33   |
| 1960 | Kurrewa IV (wcześniej Morna)               | 4:08:11:15                  | Siandra                                               | 3/07:48:04                  | 32    | 30   |
| 1959 | Solo                                       | 4/13:33:12                  | Cherana                                               | 3/08:33:02                  | 30    | 24   |
| 1958 | Solo                                       | 5/02:32:52                  | Siandra                                               | 3/13:46:35                  | 22    | 19   |
| 1957 | Kurrewa IV (wcześniej Morna)               | 3:18:30:39                  | Anitra V                                              | 3/00:55:37                  | 20    | 18   |
| 1956 | Kurrewa IV (wcześniej Morna)               | 4:04:31:44                  | Solo                                                  | 3/08:33:52                  | 28    | 26   |
| 1955 | Even                                       | 4/18:13:14                  | Moonbi                                                | 3/09:21:05                  | 17    | 16   |
| 1954 | Kurrewa IV (wcześniej Morna)               | 5:06:09:47                  | Solveig IV                                            | 3/17:58:01                  | 17    | 15   |
| 1953 | Solveig IV                                 | 5/07:12:50                  | Ripple                                                | 3/16:12:12                  | 24    | 20   |
| 1952 | Nocturne                                   | 6/02:34:47                  | Ingrid                                                | 4/09:56:18                  | 17    | 17   |
| 1951 | Margaret Rintoul                           | 4/02:29:01                  | Struen Marie                                          | 2/19:48:26                  | 14    | 12   |
| 1950 | Margaret Rintoul                           | 5/05:28:35                  | Nerida                                                | 3/20:17:13                  | 16    | 14   |
| 1949 | Waltzing Matilda                           | 5/10:33:10                  | Trade Winds                                           | 3/23:39:43                  | 15    | 13   |
| 1948 | Morna                                      | 4/05:01:21                  | Westward                                              | 3/07:45:48                  | 18    | 13   |
| 1947 | Morna                                      | 5/03:03:54                  | Westward                                              | 4/00:24:56                  | 28    | 21   |
| 1946 | Morna                                      | 5/02:53:33                  | Christina                                             | 4/11:53:27                  | 19    | 11   |
| 1945 | Rani                                       | 6/14:22:00                  | Rani                                                  | 4/09:38:00                  | 9     | 8    |

## Rekordy i statystyki
- Pierwsze regaty w 1945 roku wygrał jacht Rani ustanawiając także rekord trasy.
- Najszybsze ukończenie trasy: 1 dzień 8h 48m 50s (Wild Oats XI, NSW) 2017
- Najmniejsza flotylla: 9 startujących – 1945 rok (pierwsze regaty).
- W sumie w regatach wzięło udział 5058 jachtów (80,29 jachtu na wyścig).
- Statystyka ukończeń: z 5058 jachtów, które startowały od 1945 roku, ukończyło 4145 (81,94%) a 913 (18,06%) wycofało się.
- Najwięcej wycofań: 70% floty w 1984 roku.
- Najmniejszy jacht: 27 stóp (8,23 m) – Klinger (NSW) 1978.
- Najmniejszy jacht, który pierwszy ukończył regaty: 35 stopowy (10,67 m) – Nocturne (NSW) 1952 i Rani (UK) 1945.
- Największa startująca flotylla: 371 w 1994 roku.
- Najdłuższy startujący jacht: 100 stopowy (30,48 m) Wild Oats XI (NSW, 2009), Alfa Romeo (NZ, 2009), Investec LOYAL (NZ, 2009), ICAP Leopard (UK, 2009) i Rapture (USA, 2009).
- Najdłuższy jacht pierwszy przekraczający linię mety: 30 m Skandia, Victoria Australia, 2003 i Wild Oats XI, NSW, Australia, 2005–08.
- Jacht który najczęściej wygrywał: Wild Oats XI (NSW), 9 zwycięstw.
- Najczęściej wygrywający skiper jachtu który pierwszy ukończył wyścig: Frank i John Livingston (Victoria) Australia, 4 zwycięstwa; Mark Richards (New South Wales) Australia, 4 zwycięstwa.
- Najwięcej zwycięstw po przeliczeniu: Freya (NSW) i Love & War (NSW), po 3.
- Najbardziej utytułowany skiper po przeliczeniu: Magnus i Trygve Halvorsen (NSW) Australia, 4 zwycięstwa.
- Najstarszy jacht w stawce: Maluka zwodowana w 1932 roku brała udział w 2008 – 76 lat.
- Najwięcej startów: 45 Tony Cable (New South Wales), 44 John Bennetto (Tas – dec), Lou Abrahams (Vic).
- Regatowy hat–trick: rekord trasy, pierwszy na mecie i pierwszy po przeliczeniu w tym samym roku:
  - 1945, Rani (UK) i
  - 2005, Wild Oats XI (NSW).
- Regatowy dubel: pierwszy na mecie i pierwszy po przeliczeniu w tym samym roku:
  - 1945, Rani (UK);
  - 1972, American Eagle (USA);
  - 1977, Kialoa II (USA);
  - 1980, New Zealand (NZ);
  - 1987, Sovereign (NSW);
  - 2005, Wild Oats XI (NSW);
- Zwycięzcy przynajmniej 2 lata z rzędu:
  - Morna (NSW) 1946, 1947 i 1948;
  - Margaret Rintoul (NSW) 1950 i 1951;
  - Kurrewa IV (wcześniej Morna) Vic 1956 i 1957;
  - Solo (NSW) 1958 i 1959;
  - Astor (NSW) 1963 i 1964;
  - Wild Oats XI (NSW) 2005, 2006, 2007, 2008.
- Zwycięzcy handicapu co najmniej 2 lata z rzędu
  - Freya (NSW) 1963, 1964 i 1965;
  - Westward (Tas) 1947 i 1948.
- Najbardziej zacięta końcówka regat: 7 sekund różnicy, 1982; Condor of Bermuda (Bermudy) pokonał Apollo (NSW).
- Najbardziej zacięta końcówka regat z uwzględnieniem handicapu: 1 minuta 43 sekundy w 1982 roku Scallyway (NSW, Australia) pokonała Audacity (NSW, Australia).
- Jacht pierwszy na mecie, później zdyskwalifikowany: Wild Wave (1953), Nirvana (1983) i Rothmans (1990).
- Jacht pierwszy na mecie, później ukarany, tracąc pierwsze miejsce: Wild Oats XI (2017).
- Jacht, który zwyciężył w handicapie, a potem został zdyskwalifikowany: Drake's Prayer (1985).
- Najbardziej utytułowany projektant jachtów: Bruce Farr (NZ), 15 zwycięzców.
- Pierwsza kobieta na trasie: Jane Tate i Dagmar O’Brien (obie w 1946). Jacht O'Brien (Connella) wycofał się z regat, więc zaszczyt pierwszej kobiety, która ukończyła regaty przypadł Tate i na jej cześć ustanowiono puchar dla pierwszej kobiety–skipera na mecie.
- Pierwszy jacht z całą kobiecą załogą: Barbarian, 1975 (skiper: Vicki Wilman).
- Najwięcej startów wśród kobiet: 15 – Adrienne Cahalan (AUS); (nawigator w 2000 zwycięskiej Nicorette).
- Największa katastrofa: 1998, 6 żeglarzy zginęło, 5 jachtów zatonęło; ze startujących 115 jachtów ukończyły 43.
- Zatonięcia: Clywd (1993), Adjuster (1993), Winston Churchill (1998), VC Offshore Stand Aside (1998), Sword of Orion (1998), Miintinta (1998), Midnight Special (1998), Ray White Koomooloo (2006) i Georgia (2008).
- Żeglarze, którzy zginęli podczas regat: Mike Bannister (Winston Churchill, 1998), Glyn Charles (Sword of Orion, 1998), Ray Crawford (Billabong, 1988), John Dean (Winston Churchill, 1998), Bruce Guy (Business Post Naiad, 1998), Jim Lawler (Winston Churchill, 1998), Wally Russell (Yahoo II, 1984), John Sarney (Inca, 1973), Phillip Skeggs (Business Post Naiad, 1998), Peter Taylor (BP Flying Colours, 1989) i Hugh Vallance (Zilvergeest III, 1975).

Innymi morskimi regatami w Australii są regaty Melbourne-Hobart organizowane przez Ocean Racing Club of Victoria. Żeglarze z flotylli regat Melbourne–Hobart wpływają do Hobart w podobnym czasie.